# Wenezuela na Letnich Igrzyskach Olimpijskich 2000
Wenezuelę na Letnich Igrzyskach Olimpijskich 2000 reprezentowało 50 zawodników, 36 mężczyzn i 14 kobiet.

## Skład kadry

### Boks
Mężczyźni
- José Luis Varela

waga papierowa, do 48 kg (odpadł w 1 rundzie)
- Nehomar Cermeño

waga kogucia, do 54 kg (odpadł w 2 rundzie)
- Patrick López

waga lekka, do 60 kg (odpadł w 2 rundzie)
- Hely Yánes

waga lekkośrednia, do 71 kg (odpadł w 2 rundzie)

### Gimnastyka
Kobiety
- Arlen Lovera

### Judo
Mężczyźni
- Reiver Alvarenga
- Luís Gregorio López
- Luis René López
- Eduardo Manglés
- Hermágoras Manglés
- Ludwig Ortíz

Kobiety
- Jackelin Díaz
- Xiomara Griffith

### Kolarstwo
Mężczyźni
- Omar Pumar

kolarstwo szosowe, wyścig ze startu wspólnego (50. miejsce)
- Manuel Guevara

kolarstwo szosowe, wyścig ze startu wspólnego (83. miejsce)
- Carlos Maya

kolarstwo szosowe, wyścig ze startu wspólnego (84. miejsce)
- Alexis Méndez

kolarstwo szosowe, wyścig ze startu wspólnego (88. miejsce)
Kobiety
- Daniela Larreal

kolarstwo torowe, sprint (8. miejsce)
- Daniela Larreal

kolarstwo torowe, 500 m (10. miejsce)

### Lekkoatletyka
Mężczyźni
- José Carabalí, Juan Alberto Morillo, Hely Ollarves, José Peña Quevedo

sztafeta 4x100 m (odpadła w 1 rundzie eliminacji)
- Carlos Tarazona

maraton (40. miejsce)
- José Alejandro Semprún

maraton (79. miejsce)

### Pływanie
Mężczyźni
- Francisco Sánchez

50 m stylem dowolnym (nie wystartował)
100 m stylem dowolnym (odpadł w eliminacjach)
100 m stylem motylkowym (odpadł w eliminacjach)
sztafeta 4x100 m stylem dowolnym (odpadła w eliminacjach)
- Francisco Páez

200 m stylem dowolnym (odpadł w eliminacjach)
sztafeta 4x100 m stylem dowolnym (odpadła w eliminacjach)
- Ricardo Monasterio

400 m stylem dowolnym (odpadł w eliminacjach)
1500 m stylem dowolnym (odpadł w eliminacjach)
- Oswaldo Quevedo

100 m stylem motylkowym (odpadł w eliminacjach)
sztafeta 4x100 m stylem dowolnym (odpadła w eliminacjach)
- Carlos Santander

sztafeta 4x100 m stylem dowolnym (odpadła w eliminacjach)

### Pływanie synchroniczne
Kobiety
- Jenny Castro Bravo, Virginia Ruiz

pary

### Podnoszenie ciężarów
Mężczyźni
- Julio César Luna

Kobiety
- Karla Fernández

### Skoki do wody
Mężczyźni
- Ramón Fumadó

trampolina – 3 m (28. miejsce)
- Luis Villarroel

trampolina – 3 m (21. miejsce)
platforma – 10 m (35. miejsce)
Kobiety
- Alejandra Fuentes

trampolina – 3 m (37. miejsce)

### Strzelectwo
Mężczyźni
- Felipe Beuvrin

Kobiety
- María Gabriela Franco

### Szermierka
Mężczyźni
- Carlos Rodríguez

### Taekwondo
Kobiety
- Adriana Carmona

### Tenis stołowy
Kobiety
- Luisana Pérez
- Fabiola Ramos

### Tenis ziemny
Mężczyźni
- José Antonio de Armas
- Jimy Szymanski

Kobiety
- Milagros Sequera
- María Alejandra Vento-Kabchi

### Triathlon
Mężczyźni
- Gilberto Gonzalez

indywidualnie (37. miejsce)

### Zapasy
Mężczyźni
- Rafael Barreno
- Eddy Bartolozzi

### Żeglarstwo
Mężczyźni
- Yamil Saba Fuentes

klasa Mistral (27. miejsce)